# Illustrationspreis für Kinder- und Jugendbücher
Der Illustrationspreis für Kinder- und Jugendbücher wird vom Gemeinschaftswerk der Evangelischen Publizistik seit 1992 alle zwei Jahre verliehen. Der Preis ist mit 5.000 Euro dotiert.
Ausgezeichnet werden Publikationen aus dem deutschsprachigen Raum mit künstlerisch und inhaltlich hervorragenden Illustrationen. „Sie sollen die Fantasie anregen, innere Bilder wachrufen, der sichtbaren oder unsichtbaren Wirklichkeit Gestalt verleihen und ein christliches Weltverständnis im Sinne von Gerechtigkeit, Frieden und Bewahrung der Schöpfung anschaulich unterstützen.“ Der Illustrationspreis ist einer der zahlreichen Medienpreise der EKD.

## Preisträger
- 1992 Wolf Erlbruch, Leonard; Max Velthuijs, Was ist das?, fragt der Frosch
- 1994 Annegert Fuchshuber
- 1996 Harrie Geelen, Hermann das Kind und die Dinge
- 1998 Michèle Lemieux, Gewitternacht
- 2000 Wiebke Oeser, Sein erster Fisch (Text: Hermann Schulz)
- 2002 Lisbeth Zwerger, Die Bibel
- 2004 Ole Könnecke, Wie ich Papa die Angst vor Fremden nahm (Text: Rafik Schami)
- 2006 Roberto Innocenti, Pinocchio (Text: Carlo Collodi, übersetzt von Hubert Bausch)
- 2008 Norman Junge, Kinder-Verwirr-Buch (Text: Joachim Ringelnatz)
- 2010 Blexbolex, Jahreszeiten
- 2012 Øyvind Torseter, Papas Arme sind ein Boot (Text: Stein Erik Lunde)
- 2014 Shaun Tan, Die Regeln des Sommers
- 2016 Stian Hole, Morkels Alphabet